# Brændstof
Et brændstof er en substans, som kan frigive energi, når dets kemiske eller fysiske opbygning ændres. Glosen brændsel bruges i omtrent samme betydning. Stoffer som anvendes til fremdrivningsformål (f.eks. benzin), kaldes oftest brændstoffer, særligt når de findes på væske- eller gasform. Stoffer som anvendes til opvarmningsformål (f.eks. tørv), kaldes oftest brændsler, særligt når de findes på fast form. Sondringen mellem brændstoffer og brændsler opretholdes imidlertid ikke konsekvent, og i det følgende benyttes gloserne i flæng.
I snæver forstand er brændsler stoffer som frigiver energi i form af varme ved forbrænding. I bredere forstand inkluderer brændsler stoffer som frigiver energi ved kernereaktioner, herunder fission og fusion. I videste forstand kan brændstoffer også betegne stoffer som leverer energi til naturlige processer: I dyrenes og planternes celler forløber en enzymstøttet forbrænding ved lav temperatur, der kaldes stofskifte eller metabolisme, som leverer den energi der driver livsprocesserne. I stjernerne fusioneres hydrogen til helium under stor energiafgivelse.

## Alment om brændstoffer
Energien i et brændstof frisættes på en måde som afhænger af dets fysiske eller kemiske opbygning. Eksempelvis frigøres energien i fossile brændstoffer ved at kulstofforbindelser reagerer med ilt ved høj temperatur og flammedannelse i vekslende omfang og udleder fossil-CO2. Ofte er den ilt som findes i Jordens atmosfære tilstrækkelig til at nære forbrændingsprocessen. Til visse specielle formål, f.eks. raketfremdrift, er det nødvendigt at tilføje et iltningsmiddel.
Der findes forskellige metoder til måling og sammenligning af energimængden i brændstoffer. Typisk oplyses brændværdien, som er frisat energi per masse. For brændsler som afgiver vanddamp under forbrændingen opererer man med to brændværdier, en øvre og en nedre. I den øvre brændværdi indgår den latente varme som vanddampen indeholder.
Et stof er velegnet som brændstof hvis
- energitætheden er stor
- stoffet kan oplagres så energiindholdet frisættes når der er brug for det
- energifrisættelsen kan kontrolleres

Energitætheden afhænger af brændværdi og densitet. Energitætheden i kernebrændsel er mere end tusind gange større end energitætheden i fossile brændsler.
Kravet om at brændslet skal kunne oplagres er opfyldt i langt de fleste tilfælde.
Hvis energifrisættelsen lader sig kontrollere kan brændslets energi konverteres til mekanisk arbejde, hvilket f.eks. sker i en benzinmotor. I modsat fald giver energifrisættelsen anledning til en eksplosion.
Mennesker disponerer over en række teknikker til at omdanne energiindholdet i brændstoffer til andre energiformer for at tilgodese forskelligartede formål, herunder opvarmning, belysning og transport. Elektricitetsforsyning spiller en vital rolle i alle teknologisk udviklede samfund, og indtil videre baserer den sig primært på udnyttelse af forskellige typer af brændsel.

## Fossilt brændsel
Fossile brændstoffer omfatter faste, flydende og luftformige blandinger af kulbrinteforbindelser forurenet med varierende mængder af svovl osv. Ved forbrændingen produceres primært vand og kuldioxid. Hertil kommer røg og aske af varierende sammensætning.
De faste brændsler inkluderer antracit, stenkul, brunkul og tørv. Stenkul spillede tidligere en vigtig rolle som brændsel i dampmaskiner, f.eks. damplokomotiver.
Stenkul dannede endvidere udgangspunkt for produktion af cinderskoks og kulgas. I vore dage leverer stenkul fortrinsvis energi til kraftværker. Tørv har relativt lille energitæthed, men har tjent opvarmningsformål m.v. i perioder med brændstofmangel. 
De flydende brændsler omfatter fuelolie, dieselolie, petroleum og benzin, som alle udvindes af råolie ved raffinering. Til forskel fra de faste brændsler er de letantændelige og kan hermed gøre fyldest i forskellige typer af motorer, som giver fremdrift til biler, skibe, fly osv.
De gasformige brændsler omfatter naturgas og flaskegas. Gas er meget let antændeligt og forbrænder rent. Gas er derfor velegnet til opvarmningsformål i husholdningerne, i vore dage først og fremmest madlavning. I nyere tid fyrer kraftværkerne i stigende grad med naturgas.

## Atombrændsel
I et kernekraftværk spaltes kernebrændsel under udvikling af varme, som bruges til at omdanne vand til damp. Dampen ledes ind i en turbine, som er tilkoblet en elektrisk generator, der genererer elektrisk energi. Typisk fissioneres uran i form af brændselsstave.
Transport af kernebrændsel er omgærdet at talrige sikkerhedsforanstaltninger. Det skyldes bl.a. at kernebrændsel kan danne udgangspunkt for fremstilling af kernevåben. Hertil kommer at de udbrændte brændselsstave er radioaktive og skal forvares sikkert i århundreder. Denne affaldsproblematik har endnu ikke fundet en tilfredsstillende løsning.
Kernekraft baseret på fusionsteknologi befinder sig endnu i en udviklingsfase. Brændslet udgøres af deuterium og tritium som kan udvindes af henholdsvis tungt vand og lithium. Ved fusionsprocessen dannes helium som er en værdifuld ædelgas. Fusionskammerets vægge bliver efterhånden radioaktive pga. neutronaktivering. Ved nedlæggelse af et fusionskraftværk skal byggeaffaldet derfor deponeres, men radioaktiviteten klinger væsentligt hurtigere af end radioaktiviteten fra affald fra fissionkraftværker.

## Brint
Brændselscelleteknologien er endnu under udvikling. I en brændselscelle frisættes energien i en elektrokemisk proces ved lav temperatur. Brændslet kan f.eks. være methanol, men mest lovende tegner p.t. en teknologi baseret på brint. Ved den energiudviklende proces forenes ilt og brint under dannelse af vand og elektrisk energi. Brændselscellen kan f.eks. forsyne en elektromotor. Brændselscelleteknologien er koblet til udnyttelsen af forskellige vedvarende energikilder, f.eks. vindkraft. Et overskud af elektrisk energi kan nemlig anvendes til at fremstille ilt og brint af vand ved elektrolyse.

## Biobrændsler
Biobrændsel er en vedvarende energikilde som bl.a. omfatter træ. I sin simpleste form anvendes træ som brænde. Afgasses træet under opvarmning og kontrolleret lufttilførsel fås trækul, som forbrænder ved en højere temperatur end frisk træ. Til frembringelse af åben ild anvendes i øvrigt snart sagt al slags organisk materiale, f.eks. tørret husdyrgødning.
Mange steder i verden er brænde en mangelvare. Wokken og de kulinariske traditioner som knytter sig til dette køkkenredskab er f.eks. svaret på behovet for at kun tilberede varm mad vha. nogle få håndfulde kvas. Store landområder er i historiens løb blevet afskovet pga. skovhugst til brændeformål. I Danmark gælder det f.eks. Læsø. I nyere tid undersøges muligheden for at drive energiskove på rationel basis.
Af biomassen fra hamp, majs, sukkerrør, halm m.v. kan man fremstille raffinerede biobrændsler til særlig formål, herunder bioethanol.
Biprodukter fra husdyrhold som f.eks. gylle, animalsk fedt og slagteriaffald kan danne udgangspunkt for fremstilling af biogas.
Man kan også bruge brint til at lave fodbolde.

## Fødevarer
Fødevarer indeholder kulhydrater, lipider og proteiner som leverer energi til de biologiske processer i menneskekroppen. Eksempelvis kan glukose reagere med ilt under dannelse af vand og kuldioxid. Den frisatte energi forsyner kroppens muskler og centralnervesystemet. Den fysiologiske brændværdi for de tre næringsgivende bestanddele af kosten er hhv. 17 kJ/g, 37 kJ/g og 17 kJ/g. Et gennemsnitsindivid omsætter af størrelsesorden 10 MJ om dagen og kunne altså teoretisk forsynes med energi ved at indtage knap 600 g sukker.